# 李哲華
李哲華（1967年12月21日—），中華民國政治人物，中國國民黨籍，現為南投縣工商發展投資策進會總幹事，曾擔任中國國民黨中央組織發展委員會主任委員、總統府副秘書長室主任、臺北市民政局機要秘書等。2021年，因在邦交國海地總統遇刺後，發文「捐出總統」而引起爭議。

## 生平
李哲華在高中時，見到參加國民黨的學生每月慶生會有蛋糕吃，而興起入黨念頭，進而申請加入國民黨，卻遭教官阻擋，主因是他當時常抽煙、打架鬧事，高二已留校察看。
李哲華大學畢業、退伍後，原本一度要到前民進黨立委王拓辦公室工作，因遭時任國民黨市議員競選總幹事的舅舅極力阻擋，而在1995年通過國民黨招考黨工，從基層專員做起。
2002年，李哲華受競選台連任台北市長的馬英九延攬入競選總部，後勝選則入馬市府任民政局機要。
2006年，馬英九在國民黨創立青年團，李哲華擔任首屆執行長。
2019年，李哲華在政治上的歷練豐富，素有國民黨「勝選操盤手」之稱，組發會主委之任務為負責黨內組織動員，是選舉時重要操盤手。10月，傳出李哲華與黨主席吳敦義對不分區立委名單有不同意見，李哲華火速被調為智庫副執行長。
2020年8月，國民黨在高雄市長補選失利，原擔任國民黨智庫副執行長的李哲華，再度回歸組發會主委。 同年11月，李哲華兼任高雄市黨部主委。